# Le Cadeau de César
Le Cadeau de César est le vingt-et-unième album de la bande dessinée Astérix, publié en 1974, scénarisé par René Goscinny et dessiné par Albert Uderzo.
Il a été pré-publié à partir du 11 juillet 1974 dans le quotidien Le Monde.

## Résumé
À Rome, dans une taverne, le légionnaire Roméomontaigus, un ivrogne, fête sa libération de l'armée après vingt ans de carrière, avec son ami Claudius Bouilleurdecrus. Comme il insulte Jules César en présence d'une patrouille, celui-ci est emprisonné. Le lendemain, César apprend l'incident et décide de le punir en lui offrant comme cadeau de départ le fameux village des irréductibles Gaulois. Incapable de comprendre que César s'est moqué de lui, il entraîne dans sa bêtise Orthopédix, honnête aubergiste gaulois à Arausio, à qui il échange ce « cadeau » contre quelques coupes de vin. Orthopédix et sa famille (son épouse Angine et leur fille Coriza, dite « Zaza ») partent en Armorique prendre possession de leur nouveau bien.
Les irréductibles refusent naturellement de céder leur village aux nouveaux venus et leur expliquent qu'ils ont été bernés. Néanmoins, lorsqu'Orthopédix lui apprend qu'il a un beau-frère à Lutèce, Dithyrambix, avec lequel il ne s'entend pas faisant (ce qui lui rappelle sa propre situation avec Homéopatix, le frère de son épouse Bonemine), Abraracourcix leur permet de s'installer comme aubergistes.
Cependant, Angine est décidée à ce que son mari fasse valoir ses « droits de propriété ». Elle l'incite à présenter sa candidature pour devenir le chef du village à la place d'Abraracourcix, tandis que ce dernier n'entend pas se laisser ravir son titre sans réagir. Poussés par leurs épouses respectives Angine et Bonemine (qui se détestent), les deux adversaires engagent une « course aux partisans » pour gagner l'élection à tout prix — flatteries, cadeaux électoraux (menhirs, poissons, sangliers, enclumes...), débat public, etc. — qui, bientôt, divise le village. Angine envoie Zaza parler à Obélix, charmé par la jeune fille, mais celle-ci s'ennuie rapidement et ne souhaite que retourner à Lutèce. Plus tard, Astérix et Obélix se disputent. Agecanonix, peu enclin à tolérer les étrangers au village, souhaite voir Orthopédix repartir ; déçu par l'inaction d'Abraracourcix, il décide de se porter candidat à son tour. Dans ce conflit qui embrase tout le village, Abraracourcix envisage même (sur l'idée d'Agecanonix) d'utiliser la potion magique, mais le druide Panoramix refuse et décide de ne plus jamais en donner à qui que ce soit, tant que les villageois n'ont pas fait la paix.
Pour ne rien arranger, Roméomontaigus est de retour : voulant récupérer « son » village à tout prix, il menace Orthopédix et sa famille dans leur auberge avant de se battre à l'épée contre Astérix, lequel va involontairement faire tomber Zaza sous son charme. Vaincu, mais très contrarié, Roméomontaigus fait appel aux services des soldats du camp romain de Laudanum (où il retrouve son ami Claudius Bouilleurdecrus, rengagé dans la Légion) et du centurion Tohubohus. Or, les Romains viennent de recevoir de l'artillerie lourde, notamment des catapultes. Astérix découvre la menace. 
Au village, un débat public est organisé entre Abraracourcix et Orthopédix et Astérix n'a pas le temps de prévenir ses concitoyens : les Romains attaquent les Gaulois par surprise. Abraracourcix convainc Panoramix de préparer de la potion magique pour Orthopédix. Les Gaulois repoussent alors les légionnaires. Excédé, Orthopédix brise la plaque du titre de propriétaire du village sur la tête de Roméomontaigus et renonce à devenir chef du village, mais devient celui de sa famille : après avoir sermonné bruyamment Angine, il décide de partir pour Lutèce, ce qui ravit Coriza. Angine et Bonemine font la paix, Astérix et Obélix se réconcilient, et un banquet nocturne est organisé.

## Personnages principaux
- Les habitants du village gaulois, dont : 
  - Astérix, guerrier,
  - Obélix, livreur de menhir,
  - Idéfix, chien d'Obélix,
  - Cétautomatix, forgeron,
  - Assurancetourix, barde,
  - Panoramix, druide,
  - Agecanonix, vieillard,
  - épouse d'Agecanonix,
  - Ordralphabétix, poissonnier,
  - Iélosubmarine, poissonnière, épouse d'Ordralphabétix,
  - Abraracourcix, chef du village,
  - Bonemine, épouse d'Abraracourcix,
  - épouse de Cétautomatix,
- Roméomontaigus, légionnaire romain ivre quittant la Légion,
- Claudius Bouilleurdecrus, légionnaire romain quittant la Légion,
- Jules César, imperator romain,
- Orthopédix, aubergiste à Arausio,
- Angine, épouse d'Orthopédix,
- Coriza, dite Zaza, fille d'Orthopédix et d'Angine,
- Tohubohus, centurion du camp de Laudanum.

## Analyse

### Publication
Le Cadeau de César est le premier album à ne pas connaître de prépublication dans le journal Pilote.

### Scénario
La majeure partie de l'histoire consiste en une parodie caustique du contexte politique de l'élection présidentielle française de 1974, qui concorde avec la date de publication de l'ouvrage, notamment un débat public entre les deux candidats pour devenir chef du village, Abraracourcix et Orthopédix, mais aussi des manœuvres tactiques pour attirer les villageois dans les différents camps : flatteries, cadeaux en tous genres. Agecanonix, qui n'aime pas les étrangers et ne se prive pas pour le dire, et qui se présente aussi aux élections, est une parodie de l'extrême droite au sein du village. Il n'a pas beaucoup de partisans…
C'est la première aventure dans laquelle le camp romain de Laudanum est utilisé.

### Personnages
Le nom du légionnaire Roméomontaigus est une référence à Roméo Montaigu, célèbre personnage de la pièce de William Shakespeare Roméo et Juliette.
C'est dans cet album que tous les personnages du village sont définitivement caractérisés, dont les deux porteurs d'Abraracourcix, qui resteront dès lors les mêmes, alors qu'ils changeaient précédemment.
Les principales dames de l'histoire portent des surnoms : Bonemine est surnommée Mimine, Angine Gigine, Coriza Zaza. Pour dessiner ce dernier personnage, Albert Uderzo s'est inspiré de sa propre fille Sylvie.
Orthopédix a les traits de l'acteur André Alerme. Sa femme, Angine, prend les traits de Françoise Rosay, l'actrice partenaire d'André Alerme dans le film Pension Mimosas de Jacques Feyder.
Un légionnaire a les traits du réalisateur Pierre Tchernia.
On retrouvera Roméomontaigus dans l'album Astérix et Latraviata.

### Chansons
- En revenant de permission, j'ai rencontré un enterrement, par Jupiter qu'j'étais content, c'était celui d'mon centurion !..., chanté par Roméomontaigus, parodiant la chanson Vive la Bretagne.
- Ô marcassins, ô marcassins, ô marcassins vous m'donnez faim…, chanté par Assurancetourix, parodiant la chanson When the Saints Go Marching In.

### Locutions latines
- Vinum et musica laetificant cor (Le vin et la musique réjouissent le cœur) : phrase citée par la narration.
- Qui habet aures audiendi audiat (Que celui qui a des oreilles pour entendre entende) : phrase prononcée par un légionnaire romain quittant la Légion.

## Tirage
Tirage original : 1 400 000 exemplaires.